# Déborah François
Déborah François (Liegi, 24 maggio 1987) è un'attrice belga.

## Biografia
Nata a Rocourt, Liegi, una cittadina di provincia del Belgio, François è la figlia di un poliziotto e di un assistente sociale, ed è la secondogenita di tre figli.
Ha esordito al cinema come protagonista nel film L'Enfant - Una storia d'amore, diretto da Jean-Pierre e Luc Dardenne, vincitore della Palma d'oro al Festival di Cannes 2005. Nel giro di pochi anni, ha ricevuto i maggiori riconoscimenti per una giovane attrice francofona: nel 2007 il Prix Suzanne Bianchetti, nel 2009 il Premio Romy Schneider, il Premio César per la migliore promessa femminile e nel 2013, 2014 e 2015 la candidatura al Premio Magritte per la migliore attrice.

## Filmografia

### Cinema
- L'Enfant - Una storia d'amore (L'Enfant), regia di Jean-Pierre e Luc Dardenne (2005)
- La voltapagine (La Tourneuse de pages), regia di Denis Dercourt (2006)
- Les fourmis rouges, regia di Stéphan Carpiaux (2007)
- L'été indien, regia di Alain Raoust (2007)
- Female agents (Femmes de l'ombre), regia di Jean-Paul Salomé (2008)
- Le Premier Jour du reste de ta vie, regia di Rémi Bezançon (2008)
- Unmade Beds, regia di Alexis Dos Santos (2009)
- Fais-moi plaisir!, regia di Emmanuel Mouret (2009)
- My Queen Karo, regia di Dorothée Van Den Berghe (2009)
- Student Services (Mes chères études), regia di Emmanuelle Bercot (2010)
- Les Tribulations d'une caissière, regia di Pierre Rambaldi (2011)
- Il monaco (Le Moine), regia di Dominik Moll (2011)
- Tutti pazzi per Rose (Populaire), regia di Régis Roinsard (2012)
- Non è amore (N'est pas l'amour), regia di Jérôme Cornuau (2013)
- Gli ultimi fuorilegge (Never Grow Old), regia di Ivan Kavanagh (2019)
- El practicante (2020)

### Televisione
- Dombais et fils, regia di Laurent Jaoui (2007)

## Doppiatrici italiane
Nelle versioni in italiano delle opere in cui ha recitato, è stata doppiata da:
- Chiara Gioncardi in L'enfant - Una storia d'amore, La voltapagine, Tutti pazzi per Rose
- Rachele Paolelli in Female Agents
- Valentina Favazza in Student services